# 宁波市镇海区龙赛中学
宁波市镇海区龙赛中学（英语：Longsai Senior Middle School），简称龙赛中学，是位于中国浙江省宁波市的一所高级中学。

## 校史
龙赛中学创办于1993年9月，由包玉刚、包玉书、张包素菊、张包丽泰共同出资，校区位于镇海区茗园路151号（现立人中学）。学校得名于包玉刚之父包兆龙和母陈赛琴各取一字为龙赛，寓意“龙兆励志，赛维勤学”。2007年，龙赛中学成为浙江省一级重点中学。2009年6月，龙赛中学搬迁至原万里国际学校庄市校区。

## 设施
龙赛中学占地面积241亩，学校建筑面积约10万平方米。校内拥有标准400米跑道、室内运动场馆和多个室外篮球场、网球场。学校设有两个图书馆，分别位于校园东西两侧，为宁波大学园区图书馆分馆。校内普通教室和实验室设施齐全，均接入高速互联网、配备多媒体教学平台。现校址前身原万里国际学校庄市校区曾是电影长江七号主要取景地。